# Relative Einzelkostenrechnung
Die relative Einzelkostenrechnung nach Paul Riebel kritisiert die Schlüsselung sämtlicher Kosten. Für Riebel ist das Verursachungsprinzip, in welcher Form es auch angewandt wird, eine zu ungenaue und damit nicht entscheidungsorientierte Kostenrechnung.
Die relative Einzelkostenrechnung nach Riebel versteht als Ursache von Kosten betriebliche Entscheidungen, die nach dem so genannten Identitätsprinzip diesen zuzurechnen sind. Danach sind nur Kosten einerseits und Leistungen bzw. daraus resultierende Erlöse andererseits gegenüberzustellen, die sich auf dieselbe Entscheidung beziehen bzw. von der identischen Entscheidung verursacht wurden. Riebel definiert sämtliche Kosten als relative Einzelkosten. Im Kostenrechnungssystem von Riebel werden Bezugsgrößenhierarchien gebildet. Alle Kosten sind bei der relativen Einzelkostenrechnung an den Stellen zu erfassen und auszuweisen, an denen sie gerade noch als Einzelkosten beziehungsweise als Einzelerlöse dargestellt werden können. Bezugsgrößen können sowohl sachbezogen wie auch zeitbezogen sein. 
Besonders zu beachten ist, dass in dem Riebel’schen Jahresergebnis einige Positionen keine Berücksichtigung finden. Dies sind zum einen die Perioden-Gemeinkosten, die unregelmäßig anfallen. Die Gemeinkosten geschlossener Perioden lassen sich nur mehreren Abrechnungsperioden eindeutig zuordnen. Die Gemeinkosten offener Perioden sind Güter, deren Nutzung sich über mehrere Perioden erstreckt und deren Nutzungsdauer ex ante nicht bekannt ist. Schließlich erfasst die relative Einzelkostenrechnung nur ausgabewirksame Kosten. Kalkulatorische Kosten gehen nicht in die Rechnung mit ein.
Ausgehend von den Erlösen werden sukzessive die relativen Einzelkosten aufeinander folgender Bezugsebenen in Abzug gebracht. So entstehen auf den unterschiedlichen Stufen die entsprechenden Deckungsbeiträge. 
Bezugsobjekte können bspw. folgende sein: 
Hergestelltes Produkt → Produktgruppe → Verkaufsgebiet → Unternehmensbereich → Unternehmen.